# ماریون زیمر بردلی
 ماریون زیمر بردلی (انگلیسی: Marion Zimmer Bradley؛ ۳ ژوئن ۱۹۳۰ – ۲۵ سپتامبر ۱۹۹۹) یک نویسنده اهل ایالات متحده آمریکا بود.